# Paul Webb (Autor)
Paul Webb (eigentlich Paul Corcoran; * 1947) ist ein britischer Dramatiker und Drehbuchautor.

## Leben
Webb arbeitete in den 1970er Jahren als Lehrer in Reading und anschließend für 15 Jahre als Kommunikationsberater in der Erdölindustrie. In den 1990er Jahren kündigte er seinen Job, um Schriftsteller zu werden, und schrieb sein erstes Stück Four Nights in Knaresborough. Das historische Drama handelt von den vier Rittern, die im Jahr 1170 Thomas Becket ermordeten, statt ihn zu verhaften, und hatte im November 1999 im Londoner Tricycle Theatre Premiere. Unter der Regie von Richard Wilson wurden die vier Ritter von Jonny Lee Miller, Martin Marquez, James Purefoy und Christopher Fulford dargestellt.
Nachdem Harvey Weinstein die Filmrechte an Four Nights in Knaresborough erworben hatte, beauftragte er Webb mit dem Verfassen der Filmadaption. Nach Four Knights für Weinstein, das zeitweise unter der Regie von Paul McGuigan verfilmt werden sollte, entstand eine Fassung des Drehbuchs Lincoln für Steven Spielberg und das Skript Spanish Assassins für die britische Produktionsfirma Company Pictures.
Danach schrieb Webb für Christian Colsons Celador Films ein Drehbuch über die Bemühungen Martin Luther Kings, Präsident Lyndon B. Johnson zu legislativen Schritten zur Beendigung der Rassendiskriminierung bei Wahlen zu bewegen, die darauf folgenden Protestmärsche von Selma nach Montgomery in Alabama im März 1965 und die Verabschiedung des Voting Rights Act im August 1965. Das fertige Skript Selma landete 2007 auf Platz 29 der Black List, einer Rangliste der in den Hollywood-Studios und -Produktionsfirmen am meisten geschätzten unproduzierten Drehbücher. Bereits einige Wochen vorher waren alle drei bis dato fertiggestellten Drehbücher Webbs (Four Knights, Spanish Assassins, Selma) in einer vergleichbaren britischen Liste aufgeführt.
Nach Selma entstand 2008 für den Regisseur Michael Mann das Drehbuch Litvinenko, in dem es um den 2006 ermordeten Alexander Litwinenko und die Machtkämpfe russischer Oligarchen geht. Weitere Drehbuchprojekte waren Gorbachev für HBO Films, in dem der Untergang der Sowjetunion aus der Perspektive Gorbatschows dargestellt wird, und eine Adaption von Marcus Sedgwicks Jugendbuch Revolver.
Das erste tatsächlich verfilmte Drehbuch Webbs wurde schließlich Selma: Nach längerer Entwicklungsphase wurde 2013 Ava DuVernay als Regisseurin für das Projekt gewonnen. Obwohl DuVernay das Drehbuch und speziell den dritten Akt komplett umschrieb, bestand Webb auf dem vertraglich vereinbarten alleinigen Credit für das Skript, was zu einem Zerwürfnis mit der Regisseurin führte. Selma wurde im November 2014 uraufgeführt und erhielt 2015 eine Oscar-Nominierung für den besten Film. Das Drehbuch wurde unter anderem für den Satellite Award nominiert.